# Royal Victorian Chain
La Royal Victorian Chain è un'onorificenza istituita nel 1902 dal re Edoardo VII del Regno Unito come riconoscimento personale concesso direttamente e solo dalla persona del sovrano del Regno Unito. Essa è legata all'Ordine Reale Vittoriano. 
La Royal Victorian Chain non concede a quanti la ricevono particolari titoli od ordini di precedenza nel sistema del commonwealth ma rappresenta un dono personale di alta distinzione fatto al meritevole dal monarca. 
Essa può essere conferita a uomini e donne, siano essi appartenenti al Commonwealth o stranieri. Attualmente 9 persone sono insignite di questa onorificenza e la maggior parte di essi sono capi di Stato stranieri.
Il collare è d'oro, decorato con i simboli dei Tudor tra cui la rosa, il cardo, il trifoglio e il loto (che simboleggiano rispettivamente Inghilterra, Scozia, Irlanda e India), alternati alle cifre "ERI" (Edwardus Rex Imperator) in oro su sfondo rosso smaltato. Solitamente il collare viene portato dagli uomini, mentre le donne la portano alla spalla sinistra. Tuttavia, la principessa Margaret, sorella della regina Elisabetta II, ha fatto uso anche del collare in diverse occasioni.
La medaglia è in oro e consiste in una croce maltese smaltata di bianco con al centro il monogramma "VRI" (Victoria Regina Imperatrix) su sfondo rosso, sormontata da una coreona e circondata da un anello blu con il nome "VICTORIA". Le iniziali della regina sono tempestate di diamanti
Alla morte dell'insignito, la Royal Victorian Chain deve tornare al monarca inglese.

## Insigniti notabili
- Umberto II d'Italia
- Giuliana dei Paesi Bassi
- Beatrice dei Paesi Bassi *
- Charles de Gaulle
- François Mitterrand
- Faysal dell'Arabia Saudita
- Khalid dell'Arabia Saudita
- Fahd dell'Arabia Saudita
- Abd Allah dell'Arabia Saudita
- Mahendra del Nepal
- Birendra del Nepal
- Margherita II di Danimarca *
- Rowan Williams *
- David Ogilvy
- George Carey *
- Harald V di Norvegia *
- António Ramalho Eanes *
- Qabus dell'Oman
- Carlo XVI Gustavo di Svezia *
- Juan Carlos I di Spagna *
- Filippo di Edimburgo
- William Peel, III conte Peel *